# Billao

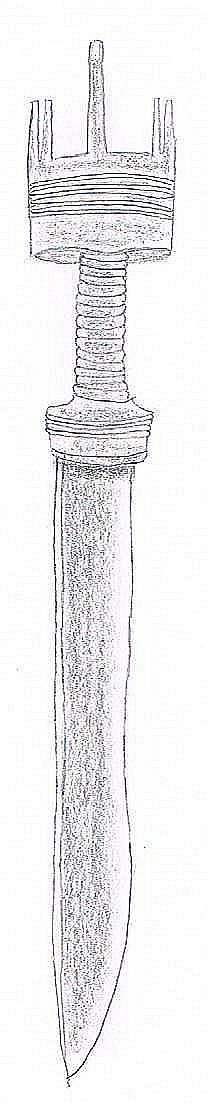
Un billao

Le billao (langue somali : billaawe) est une dague somalienne, utilisée aux 18e et 20e siècles en combat rapproché par les derviches somaliens. Il constituait, avec le sabre-lame, l'arme de poing des dubat, àscari et zaptié arabo-somaliens de l'armée royale italienne (Regio Esercito).

## Description
Le billao possède une lame asymétrique à double tranchant, en fer ou en acier. Il est caractérisé par un pommeau de manche à trois branches, dont la centrale est la soie de la lame qui fait saillie. La poignée et la garde sont généralement en corne, notamment en corne de buffle. Le fourreau est fait de cuir non tanné, généralement de la peau de mouton, et abrite également la poignée. Des boucles ou des ficelles permettent de l'attacher aux hanches.

### Billao du PAI
Alors que les billaos des troupes coloniales italiennes étaient de fabrication traditionnelle, à partir de 1936, pour l'àscari de la police de l'Afrique italienne (Polizia_dell'Africa_Italiana - PAI), on a fabriqué un poignard d'ordonnance strictement dérivé du billao traditionnel. La poignée a des joues en corne de buffle fixées à la soie par deux rivets. Un ovale en tôle emboutie portant les armoiries de la PAI est fixé à l'une des pommettes. La poignée est constituée d'une simple croix ovale en tôle chromée. La lame est une lame symétrique à deux tranchants, d'une longueur de 193 mm, sur une longueur totale de l'arme de 310 mm. Le poids sans fourreau est d'environ 300 g. Le fourreau est en cuir naturel, avec un ressort en aluminium à l'intérieur pour maintenir la lame en place. Une sangle munie d'un bouton permet de verrouiller le "short sword-knife" dans le fourreau.

## Source
- référence (« it » en anglais)